# Sv. Ana, Bogorodica i dijete (Leonardo)
Sv. Ana, Bogorodica i dijete je slika u tehnici ulja na dasci (168x130 cm) Leonarda da Vincija, datirana između 1510. i 1513. Nalazi se u muzeju Louvre u Parizu.

## Povijest
Leonardo je 1501. pripremio jedan karton za realizaciju freske sv. Ane za baziliku Presvetog Navještenja u Firenci, djelo koje se smatra izgubljenim. Povratkom u Milano 1506. umjetnik je vjerojatno izradio novu verziju slike za Luja XII., tzv. karton iz Burlington Housea, danas u National Gallery u Londonu.
Opis za firentinsku sliku koji je Izabeli Este 1501. dao karmelićanin Pietro iz Novellare ("Krist kao dijete koji izlazi iz majčinih ruku drži janje i čini se da ga stišće, majka kao da se odmiče iz krila sv. Ane i hvata dijete kako bi ga odvojila od janjeta.") podudara se s onom na dasci iz Louvrea koja bi trebala biti kopija ili varijanta potpisana od samog Leonarda.
O djelu u Parizu postoje razne hipoteze, među kojima je ona da je Leonardo na temelju studija za oltar Presvetog Navještenja u Firenci, naslikao ovo djelo u Milanu tijekom njegovog drugog boravka (1508. – 1513.), da bi ga tamo ostavio kad je otišao živjeti u Rim i da bi ga kasnije ponovo uzeo sa sobom prilikom odlaska u Pariz, gdje ga je možda kupio Franjo I. U jednom izvješću o putovanju tajnika kardinala Luigija Aragonskog citira se "Bogorodica s djetetom koja sjedi u krilu sv. Ane", kao djelo kojem se kardinal divio prilikom posjete dvorcu Clos-Lucé zajedno s jednim prikazom mladog sv. Ivana Krstitelja i dva portreta. Jedan od dva portreta pretpostavlja se da je bila Mona Lisa.
Prve pouzdane vijesti o slici potječu iz doba Luja XIII., kada ju je 1629. pronašao kardinal Richelieu u Casale Monferratu tijekom rata za sukcesiju Mantove i Monferrata i ponudio ju je 1636. francuskom kralju. Iz kraljeve kolecije prešla je 1801. u Louvre.
Struktura slike je utjecala na Rafaela i Andreu del Sarto u slikarstvu i Andreu Sansovina (Sv. Ana u bazilici Sv. Augustina u Campu Marziju u Rimu) i Francesca da Sangallo (Sv. Ana u crkvi Orsanmichelea u Firenci) u kiparstvu.
Godine 2008. jedan je kustos iz Louvrea otkrio izbljedjele skice na pozadini daske. Izvršena je infracrvena reflektografija koja je otkrila tri crteža: jednu konjsku glavu 18x10 cm, stilski sličnu konjskim glavama na Leonardovom kartonu Bitke u Anghiariju, jedan dio ljudske lubanje 16,5x10 cm i jednog malog Isusa s janjetom, sličnog onome naslikanom na prednjem dijelu daske. Skice nacrtane crnim kamenom ili crtaćim ugljenom, vrlo vjerojatno pripadaju samom Leonardu.

## Opis i stil
Djelo prikazuje tri generacije Kristove obitelji: sv. Anu, njezinu kćer Mariju i malog Isusa. Ana drži Mariju u krilu, dva se lika gotovo stapaju jedan s drugim, Marija skoro hvata Dijete savijajući se prema desnoj strani, dok se on igra s janjetom, predznak njegovog budućeg odlaska prema Pasiji.
Kompozicija, bogata alegorijskim značenjima, uspješno je modelirana u piramidalnom obliku, kao na mnogim slavnim renesansnim oltarnim palama, s vrhom na glavi sv. Ane koja zauzima dakle glavni položaj. Ona blagonaklonim osmjehom gleda u Mariju i Isusa, s tipičnom fizionomijom Leonardovog zrelog slikarstva. Njegova je uloga bila simboliziranje crkve koja, sprječavajući majčinsku zabrinutost Marije, naglašava potrebu dobrovoljne Isusove žrtve.
Svijetlost je difuzna i tonovi su stručno modulirani, s atmosferskim efektima koji vezuju monumentalne figure za prvi plan i s prostranim visokim horizontom u pozadini, okarakteriziranim planinskim pogledom koji isčezava u jako svijetlim tonovima po učinku atmosferske perspektive. Zagasiti i magloviti tonovi pozadine pojačavaju plastičnost grupe likova u središtu, majstorski usklađeni s pogledima i gestama koji se razvijaju i u dubini, u jednoj zahtjevnoj ravnoteži između dijagonala i suprotstavljenih linija.
U odnosu s kartonom iz Burlington Housea kompozicija je laganija i manje vezana za klasični model.

## Freudova interpretacija
Sigmund Freud je započeo psihoanalitičku istragu o Leonardu u svom djelu "Jedno sjećanje iz djetinjstva Leonarda Da Vincija" (1910.). Među Leonadrovim djelima, Freud je analizirao i ovu sliku iz Louvrea, otkrivši na Bogorodičinoj haljini lik supa gledanog sa strane. Freud tvrdi kako to otkriva pasivnu homoseksualnost, sukladno s onim što je Leonardo napisao u Atlantskom kodeksu, gdje opisuje svoj san iz djetinjstva.
Takvo je sanjarenje Freud čitao kao preklapanje djetetovog odnosa s majčinim prsima i felacija. Podupirao je svoju teoriju zapažanjem egipatskih hijeroglifa koji prikazuju riječ "majka" s likom supa (božica Mut), iz razloga što su Egipćani vjerovali da ne postoje mužjaci supa, i da su ženke bivale oplođene vjetrom.
Na žalost za Freuda njemački je prevoditelj Atlantskog kodeksa pogrešno preveo riječ "nibbio" kao "sup" umjesto kao crna lunja. To je otkriće razočaralo Freuda koji je smatrao svoje djelo o Leonardu kao jedino dobro djelo koje je ikada napisao.
Jedna druga frojdovska teorija pokušava objasniti Leonardovu posebnu nježnost u oslikavanju Djevice Marije sa sv. Anom. Leonardo je bio nezakoniti sin kojeg je prvo odgajala prava majka prije nego što je bio usvojen od očeve supruge. Ideja da oslika zajedno dvije majke, Marijine i Isusove, bila je izuzetno bliska Leonardovoj osobnoj priči zato što je i on na neki način imao dvije majke. Freud je također primijetio da je na objema verzijama kompozicije (slika iz Louvrea i karton iz Londona) teško primijetiti pravu razliku u godinama sv. Ane i Djevice Marije.

## Studija
- Glava Bogorodice
- Glava sv. Ane
- Noge Bogorodice
- Skica djela

## Vanjske poveznice
- Službena datoteka djela u muzeju Louvre, pristupljeno 10. travnja 2014.